# Glaziale Serie
Die Glaziale Serie (zu lateinisch glacies „Eis“) bezeichnet in Mitteleuropa die in einer bestimmten Reihenfolge ausgebildeten Landschaftsformen, die während der pleistozänen Vergletscherungen durch jeden Gletschervorstoß unter den Gletschern, an deren Randlagen und in deren Vorland entstanden sind.

## Definition
Der Begriff Glaziale Serie wurde schon 1882 von Albrecht Penck zunächst für das nördliche Alpenvorland geprägt. Später wurde der Begriff erweitert und auch auf das skandinavische Vereisungsgebiet ausgedehnt.
Bestandteile der idealen, vollständigen glazialen Serie sind:
- eine Grundmoräne mit einem Zungenbecken
- eine Endmoränenkette, die sich bogenförmig um das Zungenbecken legt
- ein Schotterfeld oder eine Sanderebene vor der Endmoränenkette
- ein Urstromtal, in dem die Schmelzwässer der Gletscher abflossen

Man grenzt mit dem Begriff glaziale Serie die nach geomorphologischen Regeln angeordneten und durch den Gletscher gebildeten Formen von den nach geologischen Merkmalen den Gletschern zugeordneten glazialen Sedimenten ab. Eine vollständige glaziale Serie entsteht, wenn der Eisrand (nicht das Eis) über längere Zeit stabil bleibt und nicht vom weiteren Vorrücken des Gletschereises immer wieder zerstört wird.

## Glaziale Serie im Alpenvorland

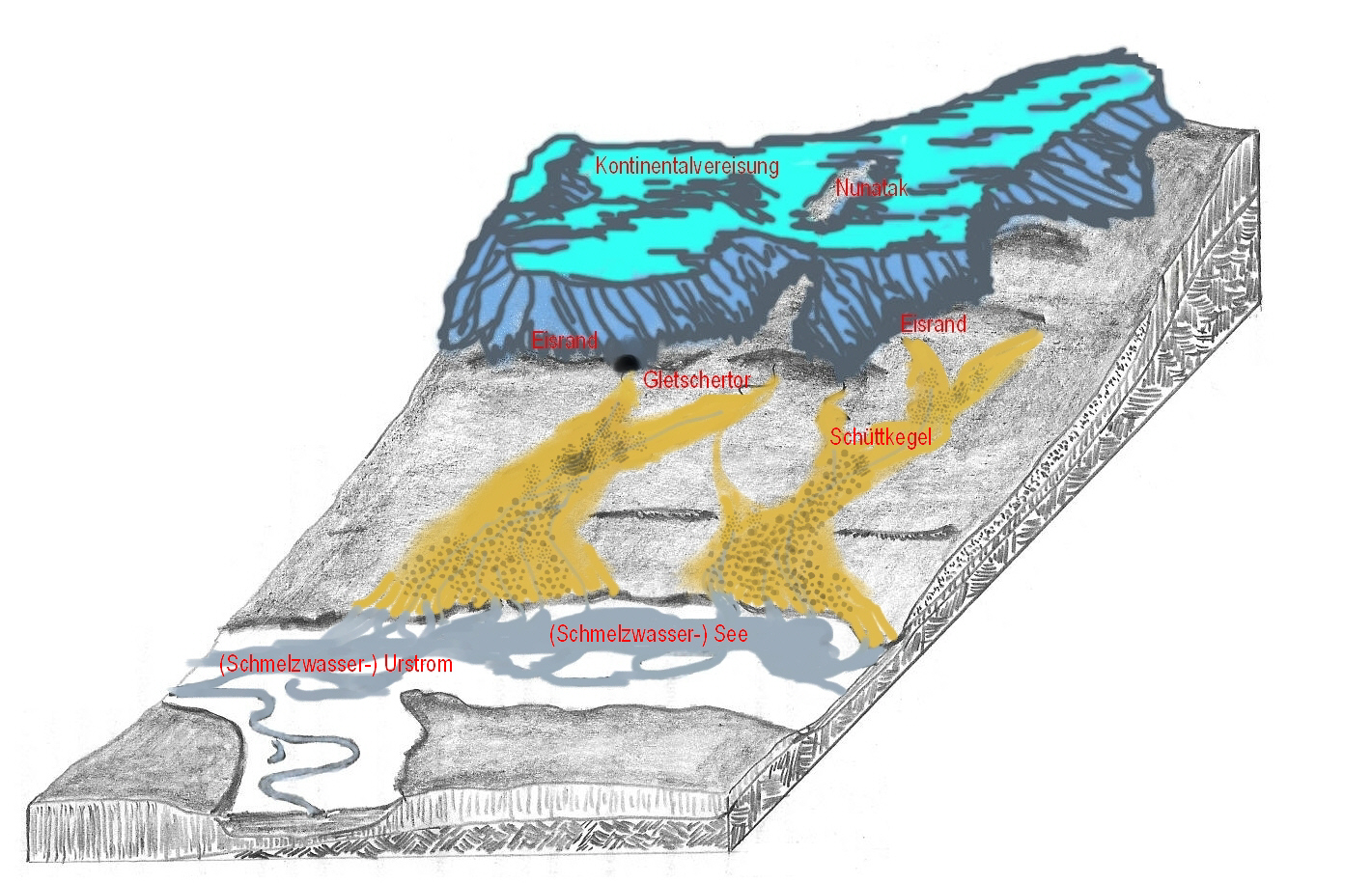
Während der Vereisung (Schematische Darstellung)

Für eine detailliertere Beschreibung der Entstehung der Landschaftsformen in diesem Gebiet sei auf den Artikel zum Alpenvorland verwiesen.

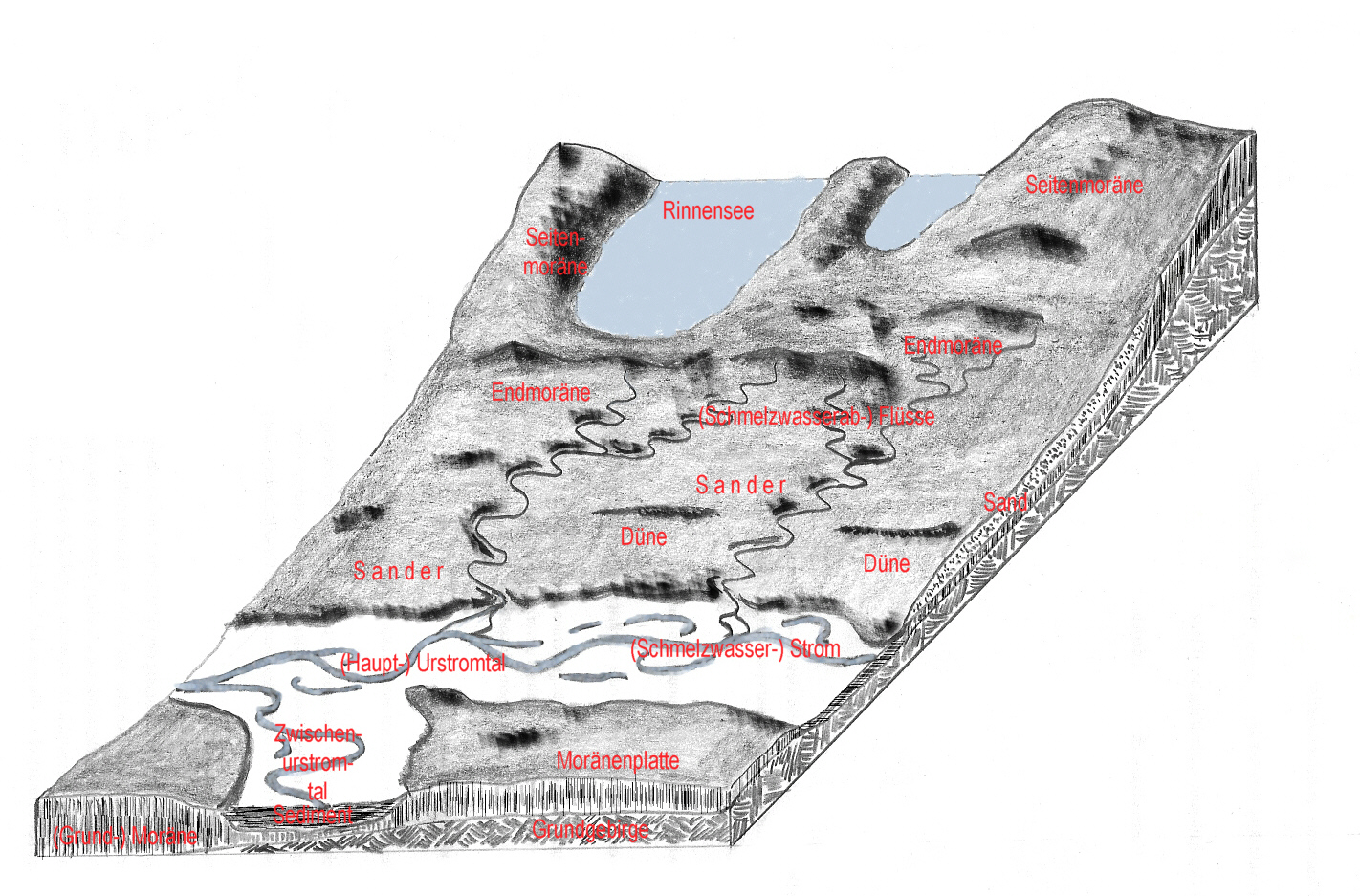
Nach der Vereisung (Schematische Darstellung)

Am stärksten geprägt wurde die Landschaft des nördlichen Alpenvorlands durch die Gletscher, welche sich ab dem Beginn des Zeitalters des Quartär (vor etwa 2,6 Millionen Jahren) im Zuge der Eiszeiten bildeten und dabei ein Eisstromnetz ausbildeten, welches wiederholt in das Alpenvorland vorstieß. Dort bildeten sie flächenmäßig ausgedehnte Vorlandgletscher aus.  Am stärksten geprägt wurde das nördliche Alpenvorland von der Würm-Kaltzeit, die etwa 115.000 Jahre vor heute begann und mit dem Abschmelzen der Gletscherzungen vor etwa 20.000 Jahren endete.
Die muldenförmigen Becken, welche durch das Ausschürfen des Untergrunds durch das Gletschereis entstanden, werden Zungenbecken genannt, da sich hier einst die Gletscherzunge befand. In diesen Becken bilden sich, falls kein Abfluss möglich ist, bei einem Gletscherrückzug die sogenannten Gletscherrandseen oder auch Zungenbeckenstauseen, wie beispielsweise der Starnberger See, Ammersee, Chiemsee und Staffelsee sowie etliche Seen im Salzkammergut. Typische Formen innerhalb der Zungenbecken im Alpenvorland sind sog. Drumlins, also walrückenförmige Hügel, welche die Stoßrichtung des Gletschers anzeigen. Glaziale Rinnen gibt es kaum.
In einem Gletscher werden nicht nur Eis, sondern auch große Mengen an Gesteinsmaterial mitgeführt, welches der Gletscher zuvor aus dem Gebirge sowie dem Gebirgsvorland ausgeschürft hat. Schmilzt der Gletscher, so bilden sich auf seiner Oberfläche und unterhalb des Gletschers Schmelzwasserströme, welche den eingelagerten Schotter mitreißen können. Die Ströme laden diesen sog. fluvioglazialen Schotter am Rand oder unterhalb der Gletscherzunge in Form von sog. Moränenwällen ab (Man unterscheidet hierbei Grund-, Seiten-, Mittel- sowie Endmoränen, je nach Ablagerungsort relativ zur Gletscherzunge). Moränen bestehen aus Gesteinen, die dem Geschiebemergel zugeordnet werden.
Die Grundmoräne ist das Material, das einst unter und im Gletscher transportiert wurde und sich flächenmäßig im ehemaligen Gletscherbett abgelagert hat. Die Seitenmoräne bezeichnet das Material, welches sich an der Flanke eines Gletschers ablagert. Eine Seitenmoräne, welche nicht mehr aktiv von einem Gletscher mit Material versorgt wird, weil dieser sich aus klimatischen Gründen zurückgezogen hat, wird als Ufermoräne bezeichnet. In den Alpen sind häufig Ufermoränen zu finden, welche sich in der kleinen Eiszeit gebildet hatten, mehrere Meter höher als die heutige Gletscheroberfläche liegen und auch bis weit vor die heutige Gletscherzunge hinabreichen. Mittelmoränen entstehen aus Seitenmoränen bei der Vereinigung zweier Gletscher.
Neben den Moränen am Rand und unterhalb des Gletschers wurden Spalten auf dem Gletscher durch von den Schmelzwasserströmen des zurückweichenden Hauptgletschers herantransportierte Schottermassen verfüllt, wodurch sich nach dem Abtauen die Kames bildeten, welche ebenso das Landschaftsbild des nördlichen Alpenvorlandes prägen.
Jenseits der Moränenzone befindet sich die Schotterebene, im nördlichen Alpenvorland vor allem die Münchner Schotterebene. Sie entstand dadurch, dass beim Abschmelzen des Gletschers enorme Wassermassen freigesetzt wurden, welche große Mengen an Schotter, welche der Gletscher zuvor ausgeschürft hatte, in die Schotterebene spülten. Sie bekam ihr Wasser meist aus Gletschertoren, deren ehemalige Lage auch heute noch an Einsattelungen der Endmoränenzüge erkennbar ist. Oft sind die Schotterflächen deutlich terrassiert; jüngere Abflüsse haben sogenannte Trompetentälchen in die älteren Schotterflächen eingeschnitten. Das Material der Schotterebenen geht aus dem Geschiebemergel hervor. Die Transportfähigkeit des Schmelzwassers ist wesentlich geringer als die des Gletschers, so dass größere Steine nicht aus dem Zungenbecken herausbefördert werden können. Bestandteile mit geringerer Korngröße wie Ton und Sand können sehr viel weiter transportiert werden, wodurch diese in Schotterebenen kaum anzutreffen sind.
Urstromtäler sind durch eisrandparalleles Abfließen der Schmelzwasser entstanden. Durch das Schmelzwasser erzeugte Urstromtäler wie in Norddeutschland treten im Alpenvorland nicht auf, ihre Funktion wurde von den bereits vorhandenen großen Strömen Donau, Rhein, Rhone und Po oder ihren Nebenflüssen übernommen, die das Schmelzwasser der Gletscher abführten.

## Glaziale Serie im nördlichen Mitteleuropa

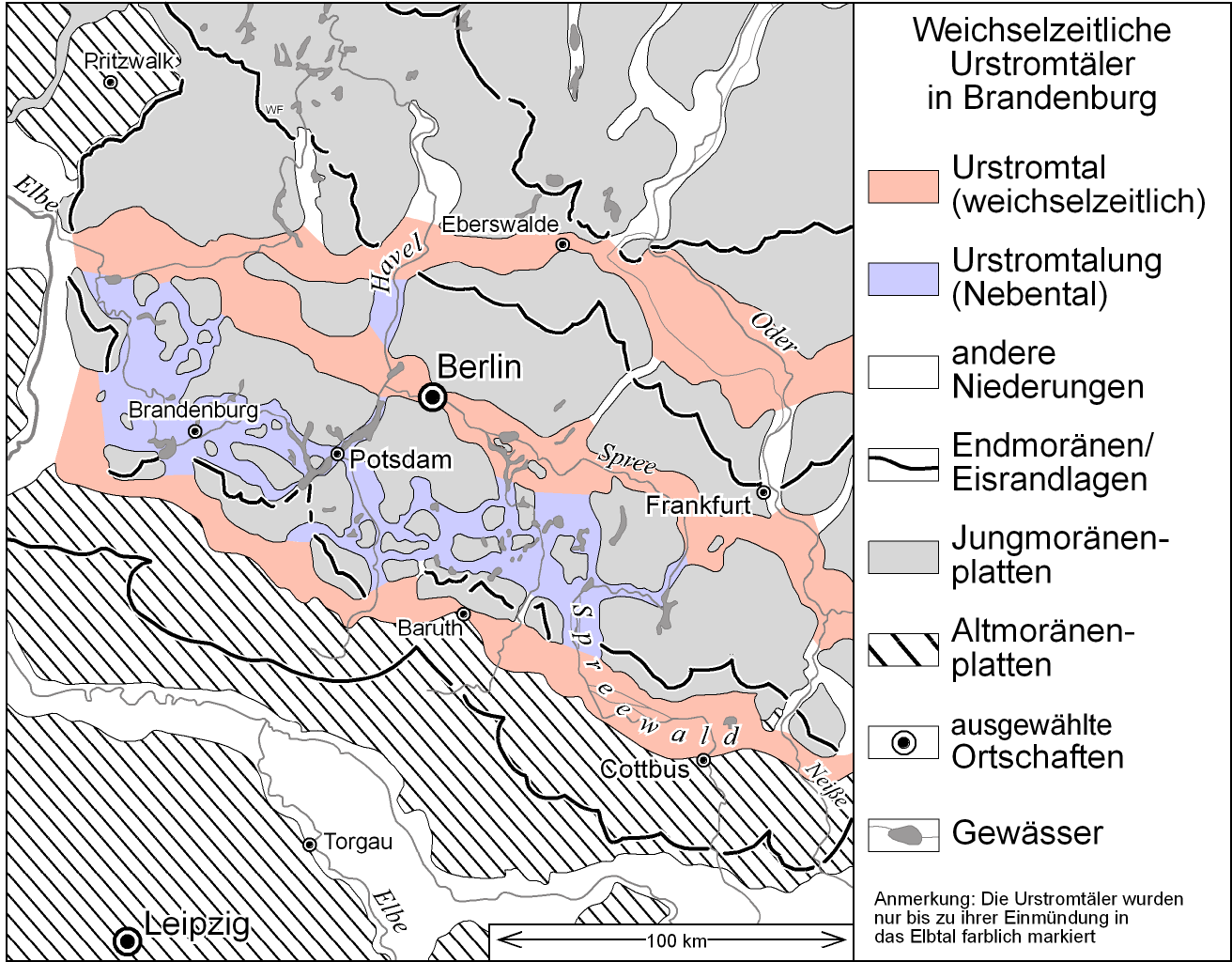
Weichselzeitliche Urstromtäler in Brandenburg

Das nördliche Mitteleuropa wurde mehrfach vom skandinavischen Inlandeis erreicht oder überfahren. Die Formen der glazialen Serie folgen daher im nördlichen Mitteleuropa von Nord nach Süd aufeinander:
Die Grundmoränenlandschaft besteht überwiegend aus flachen bis flachwelligen Gebieten, auf denen das Eis die Geschiebemergel ablagerte. Zungenbecken, bei denen das Ausschürfen von Material eine bedeutende Rolle spielte, kommen nur untergeordnet vor und sind im skandinavischen Vereisungsgebiet ein Bestandteil der Grundmoränenlandschaft. Da das vorstoßende Inlandeis die vorhandene Landschaft vollständig unter sich begrub, sind die eiszeitlichen Formen und Ablagerungen in Norddeutschland flächendeckend verbreitet. Glaziale Rinnen sind im nördlichen Mitteleuropa eine weit verbreitete Erscheinung.
Die Endmoränenzüge begrenzen die Grundmoränenflächen nach Süden. Die Endmoränen sind oft lückenhaft ausgebildet und weniger hoch als im Alpenvorland, treten in der gering reliefierten Landschaft als Höhenzüge jedoch deutlich in Erscheinung. Auf Grund der Lückenhaftigkeit hat sich in Norddeutschland die neutrale Bezeichnung Eisrandlage für die Endmoränenzüge durchgesetzt.
Mehr oder weniger ausgedehnte Sander schließen sich an die Endmoränen an. Sie sind vom Schmelzwasser gebildete Schwemmkegel. Auch ihr Wasser erhielten sie aus Gletschertoren, die die Endmoränenzüge zerschneiden.
Die Schmelzwässer, die auf den Sanderflächen abflossen, sammelten sich im Urstromtal und flossen parallel zum Eisrand meist nach Nordwesten ab. Urstromtäler sind eine Sonderform für das nördliche Mitteleuropa.

## Glaziale Serie als Modell der Landschaftsentstehung
Wie alle Modelle gibt auch das Modell der glazialen Serie die realen Verhältnisse nur vereinfacht wieder. Insbesondere wird oft nicht beachtet, dass die Formen der glazialen Serie nahezu zeitgleich nebeneinander entstehen, während der Eisrand an der Endmoräne verharrt. Weiterhin muss das Eis erst einmal bis zu den späteren Endmoränen vorstoßen und andererseits auch wieder abschmelzen. Die Prozesse, die dabei ablaufen, verändern das Modell der glazialen Serie deutlich. Eine häufige Variation ist zum Beispiel das Verschütten von Grundmoränenflächen durch jüngere Schmelzwässer.
Außerdem kann ein wiederholtes Vorstoßen der Gletscher zur Verschachtelung verschieden alter Formen der glazialen Serie führen. So entwässerten zum Beispiel eng hintereinander liegende Endmoränenzüge in Brandenburg über die gleichen Sanderflächen und das gleiche Urstromtal.